# Same Love
Singles de Macklemore et Ryan Lewis
Thrift Shop 
(2012) Can’t Hold Us
(2013)
Same Love (en français : Même amour) est une chanson de Macklemore et Ryan Lewis, faite avec la collaboration de Mary Lambert et sortie en 2012. C'est le quatrième single extrait de l'album The Heist. La chanson est sortie en soutien à la proposition de référendum 74 dans l'État de Washington sur le mariage entre personnes de même genre.
La chanson est plutôt bien accueillie par la critique musicale qui souligne son côté engagé pour les homosexuels et le mariage entre personnes de même sexe en défiant le statut du hip-hop.

## Genèse
L'idée d'écrire une chanson sur la question des droits des homosexuels et du thème de l'homophobie au sein du hip-hop lui parvient. Néanmoins, il ne sait pas exactement comment y parvenir. Pour lui, cette chanson est un défi pour lui et pour l'auditeur. Il souhaite repousser les limites d'une chanson de rap en utilisant l'« objet du litige » qui pourrait être habituel pour une chanson de rap. Il commence à écrire la chanson lorsque sa mère lui passe un article sur le suicide d'un garçon, il écrit la chanson du point de vue d'un garçon homosexuel de 13 ans. Cependant Ryan Lewis considère que la chanson serait meilleure s'il l'écrit comme sa propre histoire.
La chanteuse Mary Lambert effectue les chœurs de la chanson. Lui et Lewis ont mis du temps à trouver la voix de la chanson. Lambert explique avoir vu Macklemore au magasin Ikea, et qu'à chaque fois qu'elle le croisait, elle se mettait à fredonner une chanson. Quelque temps après, elle est contactée par Hollis Wong-Weat, productrice qui aidait Macklemore sur son album. Lewis lui envoie une copie de la chanson. Lambert explique que sur son passage, le pont, il y a Diana Ross en train de chanter « I'm Coming Out ». Elle doit alors écrire un passage avant de rencontrer Macklemore et Lewis dans un studio d'enregistrement à Seattle. La chanson que Lewis lui a envoyé lui parle, ayant été frustrée comme lesbienne et adoratrice de hip-hop de la façon dont le hip-hop traite les femmes et l'homophobie. Elle interprète « I can't change, even if I try, even if I wanted to » et poursuit par « My love, my love, my love she keeps me warm »,. Elle ajoute une référence biblique avec un passage des Épîtres aux Corinthiens, « Love is patient, love is kind »,. Il s'agit pour elle d'affirmer le fait d'être lesbienne et chrétienne.

## Composition et analyse des paroles
Same Love est une ballade au style hip-hop. L'instrumentation est réalisée à l'aide d'un piano supporté par des sons de fanfare. Le tout est travaillé par le biais d'un ordinateur avec des boucles et des riffs. La chanson est écrite par Macklemore et Mary Lambert, elle est réalisée par Ryan Lewis.
La chanson traite de l'homosexualité, des droits des homosexuels, du mariage entre personnes de même sexe, mais aussi de l'usage du mot « gay » de façon péjorative dans le milieu du hip-hop,. Dans les paroles de Lambert, il est souligné qu'il n'est pas possible de changer d'orientation sexuelle, même si l'on essaie, en expliquant qu'il ne s'agit pas d'une décision.

## Contexte de sortie et promotion
La chanson soutient la légalisation du mariage entre personnes de même sexe durant la campagne pour le référendum 74 de l'État de Washington, pour approuver ou rejeter la proposition de février 2012 sur le mariage entre personnes de même sexe.

## Accueil

### Accueil critique
Pour David Jeffries d'AllMusic, Mary Lambert est soutenu par « ample piano et un orchestre, le tout familier et pourtant tordu par le biais d'un ordinateur portable avec des boucles hypnotiques et des riffs accrocheurs ». Pour Edwin Ortiz, d'Hip-Hop DX, Same Love est « un moment transcendant qui défie le statu quo du hip-hop, spécialement sur le traitement de l'acceptation de l'homosexualité et l'égalité sur le mariage ». Ortiz souligne le texte de Macklemore tout comme la prise de distance vis-à-vis de l’échantillonnage par Ryan Lewis pour la composition de cette chanson. Adam Fleischer de XXL a la même analyse en soulignant une « instrumentation brillante et inspirante pour refléter parfaitement l'analyse avant-gardiste de Macklemore dans le hip-hop et de la société sur l'homosexualité et le mariage entre personnes de même sexe ».
Pour Nathan S. de DJBooth, Macklemore et Lewis « partage la volonté de dire ce que tant d'autres ont peur de dire ». Et qu'il « ne devrait pas être remarquable pour un rappeur de dire quelque chose d'aussi simple que « pas de liberté jusqu'à ce que nous soyons égaux (…) », à ses débuts le hip-hop donné la parole à ceux que la société a essayé de calmer, alors que Same Love est loin d'être la fin, c'est au moins un début ». Robert Christgau de MSN décrit négativement la chanson comme « la meilleure chanson de mariage gay à ce jour en tout genre et aussi ringarde que cela devrait être sacrément bien ».
Pour le site internet LGBT australien Samesame.com.au, la chanson « marque la première fois qu'un artiste de hip-hop rappe de façon positive sur l'homosexualité ».

### Accueil commercial
Le single sorti le 18 juillet 2012 entre aux États-Unis dans le Billboard Hot 100 la semaine du 7 février 2013 à la 99e position et à la 28e place du Billboard Hot R&B/Hip-Hop Songs. Au Canada, la chanson se classe à la 96e place. En Australie, la chanson remplace son single Thrift Shop à la 1re place en janvier 2013 lors de sa 5e semaine de classement,. La chanson se classe à la 1re place des ventes en Nouvelle-Zélande lors de sa troisième semaine de présence dans le classement.
Le single est certifié disque de platine en Australie pour 70 000 ventes, puis très vite double disque de platine avec 150 000 ventes,. En Nouvelle-Zélande il est certifié disque d'or pour 7 500 ventes au début de février. Quinze jours après, il est certifié disque de platine pour 15 000 ventes.

## Clip vidéo
Le clip vidéo de Same Love est réalisé par Ryan Lewis et Jon Jon Augustavo. Le directeur de la photographie est Mego Lin.

## Prestations en direct
Le 30 octobre 2012, Macklemore et Ryan Lewis apparaissent dans The Ellen DeGeneres Show où ils interprètent la chanson.

## Liste des pistes
| 1.   | Same Love (feat. Mary Lambert) | Macklemore, Mary Lambert | Ryan Lewis | 5:20 |
| 5:20 |                                |                          |            |      |

## Crédits
- Chant : Macklemore, Mary Lambert
- Édition : Macklemore Publishing BMI, Ryan Lewis Publishing BMI
- Réalisation artistique : Ryan Lewis pour Macklemore DBA Ryan Lewis LLC
- Piano : Josh Rawlings
- Violon : Andrew Joslyn
- Contrebasse : Natalie Hall
- Trombone : Greg Kramer
- Enregistré et mixage : Ryan Lewis, Ben Haggerty
- Enregistré à Macklemore/RyanLewis Studios, Seattle, Washington, États-Unis
- Mastering : Sterling Sound, New York, New York, États-Unis

## Classements et certifications
| Classement (2012-2013)                  | Meilleure position |
| --------------------------------------- | ------------------ |
| Australie (ARIA)                        | 1                  |
| Autriche (Ö3 Austria Top 40)            | 23                 |
| Belgique (Flandre Ultratop 50 Singles)  | 11                 |
| Belgique (Wallonie Ultratop 50 Singles) | 13                 |
| Danemark (Tracklisten)                  | 38                 |
| Canada (Hot 100)                        | 4                  |
| États-Unis (Hot 100)                    | 11                 |
| États-Unis (R&B/Hip-Hop Songs)          | 28                 |
| France (SNEP)                           | 19                 |
| Irlande (IRMA)                          | 6                  |
| Pays-Bas (Nederlandse Top 40)           | 18                 |
| Nouvelle-Zélande (RMNZ)                 | 1                  |
| Tchéquie (IFPI Rádio)                   | 9                  |
| Slovaquie (IFPI Rádio)                  | 91                 |
| Suède (Sverigetopplistan)               | 53                 |
| Suisse (Schweizer Hitparade)            | 33                 |
| Royaume-Uni (UK Singles Chart)          | 6                  |
| Royaume-Uni (UK R&B Chart)              | 1                  |

| Pays              | Certification | Vente certifiée |
| ----------------- | ------------- | --------------- |
| Australie         | 4 × Platine,  | 280 000         |
| Canada (CRIA)     | Or            | 40 000          |
| Danemark (IFPI)   | Or            | streaming       |
| États-Unis (RIAA) | Platine       | 1 900 000       |
| Nouvelle-Zélande  | 2 × Platine   | 30 000          |
| Royaume-Uni (BPI) | Argent        | 200 000         |